# Freeway (videojuego)
Freeway es un videojuego de acción escrito por David Crane para Atari 2600 y publicado por Activision en 1981.
Uno o dos jugadores controlan pollos a los que se puede hacer correr a través de una carretera de diez carriles llena de tráfico en un esfuerzo para llegar al otro lado, en una referencia al conocido chiste de «¿Por qué cruzó el pollo la carretera?». Cada vez que una gallina cruza, ese jugador gana un punto. Si un automovilista lo atropella, un pollo es obligado a retroceder ligeramente o empujado hacia la parte inferior de la pantalla, dependiendo de la dificultad en la que esté configurado el interruptor. El ganador es el jugador que haya obtenido más puntos en el tiempo asignado.

## Desarrollo
David Crane tuvo la idea del SCES de Chicago, donde un hombre intentó cruzar la calle. Esto se mencionó en el primer número de la revista Electronic Games.

## Parche
Si un jugador anotaba 20 puntos o más en Road 3 o Road 7 y envió una fotografía de la pantalla del televisor, Activision le enviaría al jugador un parche de tela «Save The Chicken Foundation» con el logotipo de Activision y la imagen estilizada de un pollo corriendo del paquete del juego.

## Recepción
Freeway recibió una mención de honor al «juego más innovador» en 1982 en la tercera edición anual de los premios Arkie.: 28 